# Suances
Suances é um município da Espanha na comarca de Besaya, província e comunidade autónoma da Cantábria, situada na costa ocidental desta província. Tem 24,6 km² de área e em 2021 tinha 9 026 habitantes (densidade: 366,9 hab./km²).

## Demografia
| Variação demográfica do município entre 1991 e 2004 [carece de fontes?] | Variação demográfica do município entre 1991 e 2004 [carece de fontes?] | Variação demográfica do município entre 1991 e 2004 [carece de fontes?] | Variação demográfica do município entre 1991 e 2004 [carece de fontes?] |
| ----------------------------------------------------------------------- | ----------------------------------------------------------------------- | ----------------------------------------------------------------------- | ----------------------------------------------------------------------- |
| 1991                                                                    | 1996                                                                    | 2001                                                                    | 2004                                                                    |
| 5855                                                                    | 6117                                                                    | 6573                                                                    | 6906                                                                    |